# 981 Martina
981 Martina este un asteroid din centura principală, descoperit pe 23 septembrie 1917, de Serghei Beliavski.